# 夏鼎
夏鼎（1457年—1504年），字汝梅，府軍左衛軍籍，江西貴溪縣人，弘治丙辰進士，官臨清州知州。明朝政治人物。首輔夏言之父。

## 生平
成化十六年（1480年）順天府鄉試第六十七名举人，弘治九年（1496年）丙辰科三甲第一百名進士。初授浙江严州府推官，弘治十六年（1503年）任临清（今山东临清县）知州，在任八月而卒。以子夏言贵，赠少傅、谨身殿大学士，

## 家族
曾祖父夏原友，遇例冠帶；祖父夏自新；父夏尹恭，前母饒氏；母徐氏。永感下。
有子夏言，嘉靖間官至內閣首輔。